# 山手貝塚

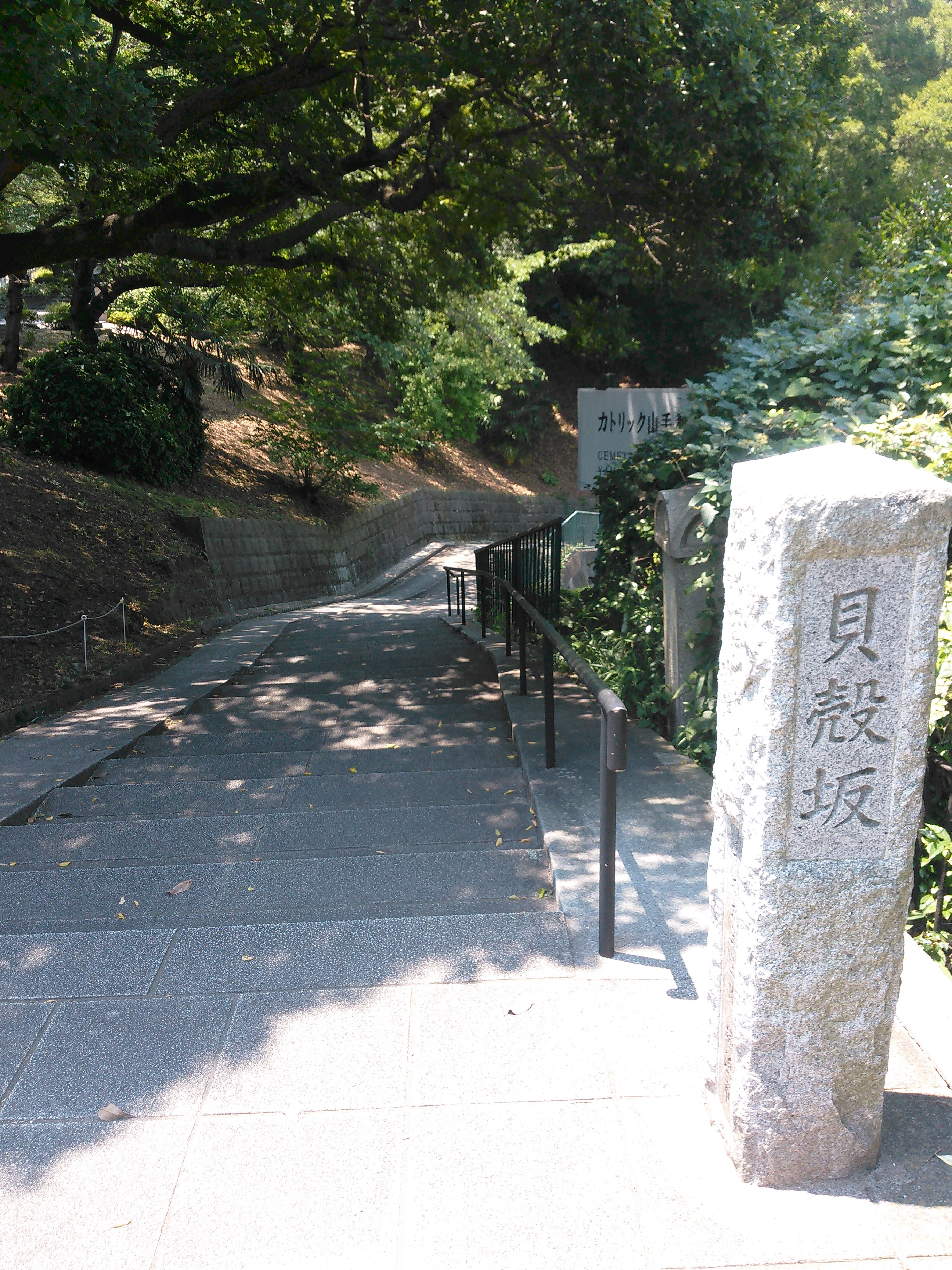
貝塚のある山の斜面にある「貝殻坂」

山手貝塚（やまてかいづか）は、神奈川県横浜市中区山手町に所在する縄文時代の貝塚。

## 概要
市の中心街である大岡川河口低地の南に位置する、標高40メートルほどの山手の丘の上にあり、横浜外国人墓地や元町公園が所在する谷の上付近がその範囲とされている。貝層のほか、縄文土器（安行式土器）が出土したことが報告されている。
また、横浜外国人墓地西側から高台に上がる坂は貝殻坂と呼ばれている。

## 文献
- 松野, 胤信「横浜市中区山手貝塚調査概報」『史前学雑誌』第5巻第2号、史前学会、1933年5月10日、42-43頁、NCID AN00103827。

- 横浜市教育委員会生涯学習部文化財課『横浜市文化財地図』横浜市教育委員会、2004年3月。 NCID BB23262051。

- 神奈川県立歴史博物館『神奈川県貝塚地名表-神奈川県立歴史博物館総合研究「神奈川県内貝塚の分布と形成に関する研究」-』横浜市教育委員会、2008年3月31日、38頁。 NCID BA87928309。